# Spigelia queretarensis
Spigelia queretarensis är en tvåhjärtbladig växtart som beskrevs av Francisco Javier Fernández Casas. Spigelia queretarensis ingår i släktet Spigelia och familjen Loganiaceae. Inga underarter finns listade i Catalogue of Life.